# São Francisco de Sales (kommun)
São Francisco de Sales är en kommun i Brasilien.   Den ligger i delstaten Minas Gerais, i den sydöstra delen av landet, 500 km söder om huvudstaden Brasília. Antalet invånare är 5 800.
Följande samhällen finns i São Francisco de Sales:
- São Francisco de Sales

Omgivningarna runt São Francisco de Sales är en mosaik av jordbruksmark och naturlig växtlighet. Runt São Francisco de Sales är det mycket glesbefolkat, med 5 invånare per kvadratkilometer.